# Kelvin Mutale
Kelvin Mutale (Lusaka, 20 settembre 1969 – Oceano Atlantico, 27 aprile 1993) è stato un calciatore zambiano, di ruolo attaccante.

## Carriera

### Club
Giocò nel campionato zambiano e saudita.

### Nazionale
Ha collezionato 4 presenze con la maglia della propria Nazionale.

### Morte
Perì, assieme ai compagni di Nazionale, il 27 aprile 1993, coinvolto nel celebre disastro aereo dello Zambia.